# Wake Up! – Lebe deinen Traum
Wake Up! – Lebe deinen Traum (Originaltitel: Living Out Loud) ist ein US-amerikanisches Fernsehdrama aus dem Jahr 2009. Die Hauptrolle spielt Gail O’Grady.

## Handlung
Einst träumte Emily von einer Karriere als Sängerin, doch nach ihrer Hochzeit, mit ihrem Mann, und zwei Kindern, Melissa und Ben, bleibt für sie nur ihr Leben als Musiklehrerin sowie ihre Familie. Als bei ihr Brustkrebs diagnostiziert wird, muss sie ihr Leben neu ordnen. Und stellt fest, dass es nie zu spät ist, seine Träume zu verwirklichen. Sie geht durch die Chemotherapie und findet in Connie eine Freundin.

## Hintergrund
Der Film wurde in Maple Ridge, Kanada gedreht und hatte seine Premiere am 2. Mai 2009 im US-amerikanischen Fernsehen. Die Produktionsfirma war Blueprint Entertainment.